# Tamara Pyrkova
Tamara Petrovna Slidenko (Russisch: Тамара Петровна Слиденко; geboortenaam: Пыркова; Pyrkova) (Rostov aan de Don, 18 februari 1939), is een voormalig basketbalspeelster die uitkwam voor het nationale team van de Sovjet-Unie. Ze werd Meester in de sport van de Sovjet Unie in 1965 en de Orde van de Rode Vlag van de Arbeid (Sovjet-Unie).

## Carrière
Pyrkova speelde haar gehele carrière voor Boerevestnik Rostov-Don. In 1968 stopte ze met basketbal.
Met het nationale team van de Sovjet-Unie won Pyrkova goud in 1964 en 1967 op het Wereldkampioenschap en vier keer goud op het Europees Kampioenschap in 1962, 1964, 1966 en 1968. Als speler van de Russische SFSR won ze één keer brons op de Spartakiade van de Volkeren van de USSR in 1967.

## Erelijst
- Wereldkampioenschap: 2
  - Goud: 1964, 1967
- Europees Kampioenschap: 4
  - Goud: 1962, 1964, 1966, 1968
- Spartakiade van de Volkeren van de USSR:
  - Derde: 1967